# テキストロン
テキストロン（Textron Inc. NYSE: TXT）は、アメリカ合衆国の工業分野の持株会社。1923年にSpecial Yarns CompanyとしてRoyal Littleによって創業された。1944年には社名を現在の名前に変更し、1956年以降は不採算部門を切り捨て、1960年にベル・エアクラフト、1966年に万年筆メーカーの W. A.シェーファー・ペンなど多くの会社を買収して今日に至る。
買収した航空機メーカーをテキストロン・アビエーションの傘下に収めている。
売り上げは100億ドルで33ヶ国で37000人を雇用する。テキストロンはロードアイランド州プロビデンスのテキストロン・タワーに本社を構え、フォーチュン500では190位だった。
2016年9月、アメリカで唯一クラスター爆弾を製造していたが製造中止を決定した。
2022年3月、テキストロンはイタリアとスロベニアに拠点を置く電動航空機メーカーであるピピストレルを買収することに合意した。

## 傘下企業

### 航空機
- テキストロン・アビエーション
  - セスナ
  - ホーカー - 現在はサポートのみ
  - ビーチクラフト
- ベル・ヘリコプター・テキストロン - ブランド名はベル（Bell）を使用している。
- ピピストレル（英語版） - 電動航空機

### 防衛・航空関連機器
- テキストロン・システムズ
  - AAIコーポレーション（英語版）
  - ライカミング・エンジンズ - 航空用ピストンエンジンの開発製造

### 機械分野
- E-Z-GO (ゴルフカート・多目的カート等)
- Greenlee (電気・通信ケーブル工事用工具等)
- ヤコブセン　Jacobsen (芝刈り機等)
- カウテックス　Kautex (自動車部品・プラスチック製容器等)
- アークティックキャット　Arctic cat(スノー

モービル）

### 金融
- テキストロン・フィナンシャル
- アブコ・ファイナンシャル・サービス